# Italo Righi
Italo Righi (Sassofeltrio, 14 giugno 1959) è un politico sammarinese, dal 1°aprile 2012 ha ricoperto la carica di capitano reggente di San Marino assieme a Maurizio Rattini, fino al 1° ottobre 2012.
Sta ricoprendo una seconda reggenza di San Marino assieme a Denise Bronzetti dal 1º aprile al 1º ottobre 2025.

## Biografia
Si diplomò come contabile d'azienda presso l'Istituto Luigi Einaudi di Rimini e dal 1991 fino al 2024 lavorò come istruttore di scuola guida a San Marino.
Negli anni '80 si iscrive al Partito Democratico Cristiano Sammarinese, dal 1980 al 1994 è membro della Giunta di Castello di Montegiardino e dal 1997 al 2007 ricopre il ruolo di Capitano di Castello sempre a Montegiardino.
Nel novembre del 2008 entra nel Consiglio Grande e Generale e diventa membro della Commissione per gli Affari Interni e per gli Affari Esteri.

## Vita privata
Ha sposato Maria Balbo e ha avuto tre figli.